# 스베티니콜레시

스베티니콜레 시의 위치

스베티니콜레시(마케도니아어: Општина Свети Николе)는 마케도니아 공화국 동부에 위치한 지방 자치체로 행정 중심지는 스베티니콜레이며 면적은 482.89km2, 인구는 18,497명(2002년 기준)이다. 북쪽으로는 쿠마노보 시와 크라토보 시, 동쪽으로는 프로비슈티프 시, 남쪽으로는 슈티프 시와 로조보 시, 서쪽으로는 벨레스 시, 페트로베츠 시와 접한다.